# 口哨語言
口哨語言（英語：Whistled language）是使用口哨來模仿語音，並輔助個體之間溝通的語言系統（英語：linguistic system）。目前已發現超過80種語言在不同程度上使用口哨，其中大多數是在崎嶇的地形或茂密的森林中，在這些地方進行近距離或面對面溝通有一定程度困難；口哨被認為傳播距離更遠，且可更有效地克服背景噪音。 這類做法普遍受現代化程度提高（如現代行動通訊設備和道路的普及等）威脅。
口哨語言大多基於某種口語。口哨語言傳達意義的能力較口語弱。 口語的眾多聲學共振峰，須被對應於口哨語音的單一共振峰。
土耳其有口哨語言於2017年被聯合國教育、科學及文化組織列入急需保護的非物質文化遺產名錄。

## 參看
- 客家山歌
- 長嘯 (道教)